# Seyidlər (Xaçmaz)
Seyidlər è un comune dell'Azerbaigian situato nel distretto di Xaçmaz. Conta una popolazione di 378 abitanti.